# Semtech
Pour les articles homonymes, voir SMTC.
Semtech Corporation (NASDAQ : SMTC) est une entreprise d'électronique spécialisée dans la fourniture de semi-conducteurs pour les circuits analogiques et mixtes.